# Ardisia recurvata
Ardisia recurvata är en viveväxtart som beskrevs av C.M.Hu. Ardisia recurvata ingår i släktet Ardisia och familjen viveväxter. Inga underarter finns listade i Catalogue of Life.